# Гомейза
Гомейза (β Малого Пса / β CMi / β Canis Minoris) — зоря в сузір'ї Малого Пса.
Гомейза — гаряча біло-блакитна зоря головної послідовності спектрального класу В8Ve, з видимою зоряною величиною близько 2,9m. Її легко видно неозброєним оком у ясну ніч. Це — змінна типу γ Кассіопеї, яка дуже швидко обертається навколо своєї осі. Належить до новоподібніх зір[джерело?]. Навколо зорі є газовий диск, що утворився внаслідок періодичних спалахів.
Назва походить з араб. الغميصاء (аль-гхумаїса), що перекладається як «очі, що плачуть».